# Día de la Marmota
El Día de la Marmota es un método folclórico usado por los granjeros de Estados Unidos y Canadá para predecir el fin del invierno, basado en el comportamiento biológico de la marmota cuando sale de hibernar el 2 de febrero. 
Según la creencia, si al salir de su madriguera la marmota no ve su sombra por ser un día nublado, dejará la madriguera, lo cual significa que el invierno terminará pronto. Por el contrario, si la marmota «ve su sombra» por ser un día soleado y se mete de nuevo en la madriguera, ello significa que el invierno durará seis semanas más.
El día de la Marmota señala (aproximadamente) la mitad del periodo entre el solsticio de invierno y el equinoccio de primavera (de forma similar a la fiesta de Halloween, que señala la mitad del periodo entre el equinoccio de otoño y el solsticio de invierno).

## Marmotas famosas y sus predicciones
Esta tradición se celebra en muchas poblaciones estadounidenses, e incluso en Canadá (donde la marmota más famosa se llama Wiarton Willie); sin embargo, es la marmota Phil de Punxsutawney, en el estado de Pensilvania, la más famosa, con una tradición de más de un siglo (concretamente desde 1887), en la que cada 2 de febrero se intenta predecir la duración del invierno por el comportamiento de Phil, marmota inmortalizada por la película ganadora del premio BAFTA (1993) al mejor guion, Groundhog Day.
Otras marmotas famosas incluyen a Buckeye Chuck, Marmota Imanol, General Beauregard Lee, Staten Island Chuck, Wiarton Willie y Shubenacadie Sam.
Los defensores del Día de la Marmota plantean que el pronóstico del roedor tiene una precisión de entre un 75 % y un 90 %. Un estudio canadiense de trece ciudades en los pasados 30 a 40 años establece que el índice de aciertos está a un nivel del 37 %. Además, informes de la National Climatic Data Center han establecido que la precisión global de la predicción está alrededor de un 39%.

### Predicciones por año
| Fecha | Predicción                | Marmota                | Localización                      |
| ----- | ------------------------- | ---------------------- | --------------------------------- |
| 2025  | 6 semanas más de invierno | Punxsutawney Phil      | Punxsutawney, Pensilvania         |
| 2024  | Primavera Adelantada      | Punxsutawney Phil      | Punxsutawney, Pensilvania         |
| 2023  | 6 semanas más de invierno | Punxsutawney Phil      | Punxsutawney, Pensilvania         |
| 2022  | 6 semanas más de invierno | Punxsutawney Phil      | Punxsutawney, Pensilvania         |
| 2021  | 6 semanas más de invierno | Punxsutawney Phil      | Punxsutawney, Pensilvania         |
| 2020  | Primavera Adelantada      | Punxsutawney Phil      | Punxsutawney, Pensilvania         |
| 2019  | Primavera Adelantada      | Punxsutawney Phil      | Punxsutawney, Pensilvania         |
| 2018  | 6 semanas más de invierno | Punxsutawney Phil      | Punxsutawney, Pensilvania         |
| 2017  | 6 semanas más de invierno | Punxsutawney Phil      | Punxsutawney, Pensilvania         |
| 2016  | Primavera adelantada      | Punxsutawney Phil      | Punxsutawney, Pensilvania         |
| 2015  | 6 semanas más de invierno | Punxsutawney Phil      | Punxsutawney, Pensilvania         |
| 2014  | 6 semanas más de invierno | Punxsutawney Phil      | Punxsutawney, Pensilvania         |
| 2013  | Primavera adelantada      | Punxsutawney Phil      | Punxsutawney, Pensilvania         |
| 2012  | 6 semanas más de invierno | Punxsutawney Phil      | Punxsutawney, Pensilvania         |
| 2011  | Primavera adelantada      | Beloeil, Carlos        | Montreal, Quebec                  |
| 2011  | 6 semanas más de invierno | Punxsutawney Phil      | Punxsutawney, Pensilvania         |
| 2010  | Primavera adelantada      | Octoraro Orphie        | Quarryville, Pensilvania          |
| 2010  | Primavera adelantada      | Sir Walter Wally       | Raleigh, Carolina del Norte       |
| 2010  | Primavera adelantada      | Jimmy the Groundhog    | Sun Prairie, Wisconsin            |
| 2010  | Primavera adelantada      | General Beauregard Lee | Snellville, Georgia               |
| 2010  | 6 semanas más de invierno | Malverne Mel           | Malverne, Nueva York              |
| 2010  | Primavera adelantada      | Staten Island Chuck    | Staten Island, Nueva York         |
| 2010  | Primavera adelantada      | Woodstock Willie       | Woodstock, Illinois               |
| 2010  | 6 semanas más de invierno | Wiarton Willie         | Wiarton, Ontario                  |
| 2010  | 6 semanas más invernales  | Punxsutawney Phil      | Punxsutawney, Pensilvania         |
| 2010  | 6 semanas más invernales  | Spanish Joe            | Spanish, Ontario                  |
| 2010  | Primavera adelantada      | Dunkirk Dave           | Dunkirk, Nueva York               |
| 2010  | Primavera adelantada      | Buckeye Chuck          | Marion, Ohio                      |
| 2010  | Primavera adelantada      | Balzac Billy           | Balzac, Alberta                   |
| 2010  | 6 semanas más de invierno | Shubenacadie Sam       |                                   |
| 2010  | Primavera adelantada      | French Creek Freddie   | French Creek, Virginia Occidental |
| 2010  | 6 semanas más de invierno | Chuckles               | Manchester, Connecticut           |
| 2010  | 6 semanas más de invierno | Woody                  | Howell, Míchigan                  |
| 2009  | Primavera adelantada      | Queen Charlotte        | Charlotte, Carolina del Norte     |
| 2009  | 6 semanas más de invierno | Sir Walter Wally       | Raleigh, Carolina del Norte       |
| 2009  | 6 semanas más de invierno | Spanish Joe            | Spanish, Ontario                  |
| 2009  | 6 semanas más de invierno | Punxsutawney Phil      | Punxsutawney, Pensilvania         |
| 2009  | Primavera adelantada      | General Beauregard Lee | Atlanta, Georgia                  |
| 2009  | Primavera adelantada      | French Creek Freddie   | French Creek, Virginia Occidental |
| 2009  | 6 semanas más de invierno | Buckeye Chuck          | Marion, Ohio                      |
| 2009  | 6 semanas más de invierno | Balzac Billy           | Balzac, Alberta                   |
| 2009  | Primavera adelantada      | Malverne Mel           | Malverne, Nueva York              |
| 2009  | 6 semanas más de invierno | Woodstock Willie       | Woodstock, Illinois               |
| 2009  | 6 semanas más de invierno | Jimmy the Groundhog    | Sun Prairie, Wisconsin            |
| 2009  | 6 semanas más de invierno | Octoraro Orphie        | Quarryville, Pensilvania          |
| 2009  | Primavera adelantada      | Staten Island Chuck    | Staten Island, Nueva York         |
| 2009  | 6 semanas más de invierno | Wiarton Willie         | Wiarton, Ontario                  |
| 2009  | 6 semanas más de invierno | Shubenacadie Sam       |                                   |
| 2009  | 6 semanas más de invierno | Punxsutawney Phil      | Punxsutawney, Pensilvania         |
| 2009  | Primavera adelantada      | Dunkirk Dave           | Dunkirk, Nueva York               |
| 2008  | 6 semanas más de invierno | Punxsutawney Phil      |                                   |
| 2008  | Primavera adelantada      | Jimmy the Groundhog    |                                   |
| 2008  | Primavera adelantada      | Dunkirk Dave           |                                   |
| 2008  | Primavera adelantada      | Pat Lane               |                                   |
| 2008  | Primavera adelantada      | Balzac Billy           |                                   |
| 2008  | 6 semanas más de invierno | Sir Walter Wally       |                                   |
| 2008  | Primavera adelantada      | Wiarton Willie         |                                   |
| 2008  | Primavera adelantada      | General Beauregard Lee |                                   |
| 2008  | 6 semanas más de invierno | Queen Charlotte        |                                   |
| 2008  | Primavera adelantada      | Malverne Mel           |                                   |
| 2008  | 6 semanas más de invierno | West Indies Wilbur     |                                   |
| 2008  | Primavera adelantada      | Shubenacadie Sam       |                                   |
| 2008  | Primavera adelantada      | Staten Island Chuck    |                                   |
| 2008  | Primavera adelantada      | Buckeye Chuck          |                                   |
| 2008  | Primavera adelantada      | Spanish Joe            | Spanish, Ontario                  |
| 2007  | 6 semanas más de invierno | Holtsville Hal         |                                   |
| 2007  | 6 semanas más de invierno | Dunkirk Dave           |                                   |
| 2007  | Primavera adelantada      | Punxsutawney Phil      |                                   |
| 2007  | Primavera adelantada      | Staten Island Chuck    |                                   |
| 2007  | Primavera adelantada      | Wiarton Willie         |                                   |
| 2007  | Primavera adelantada      | Shubenacadie Sam       |                                   |
| 2007  | Primavera adelantada      | General Beauregard Lee |                                   |
| 2007  | Primavera adelantada      | Malverne Melissa       |                                   |
| 2007  | Primavera adelantada      | Buckeye Chuck          |                                   |
| 2007  | Primavera adelantada      | Spanish Joe            |                                   |
| 2007  | Primavera adelantada      | Sir Walter Wally       |                                   |
| 2006  | 6 semanas más de invierno | Dunkirk Dave           |                                   |
| 2006  | 6 semanas más de invierno | Punxsutawney Phil      |                                   |
| 2006  | 6 semanas más de invierno | Buckeye Chuck          |                                   |
| 2006  | Primavera adelantada      | Spanish Joe            |                                   |
| 2006  | Primavera adelantada      | Wiarton Willie         |                                   |
| 2006  | Primavera adelantada      | Fountains Hills Weasel |                                   |
| 2006  | Primavera adelantada      | General Beauregard Lee |                                   |
| 2006  | Primavera adelantada      | Staten Island Chuck    |                                   |
| 2006  | Primavera adelantada      | Shubenacadie Sam       |                                   |
| 2006  | Primavera adelantada      | Jimmy the Groundhog    |                                   |
| 2006  | Primavera adelantada      | Malverne Mel           |                                   |
| 2006  | Primavera adelantada      | French Creek Freddie   |                                   |
| 2005  | 6 semanas más de invierno | Dunkirk Dave           |                                   |
| 2005  | 6 semanas más de invierno | Punxsutawney Phil      |                                   |
| 2005  | 6 semanas más de invierno | Shubenacadie Sam       |                                   |
| 2005  | 6 semanas más de invierno | Spanish Joe            |                                   |
| 2005  | 6 semanas más de invierno | Octoraro Orphie        |                                   |
| 2005  | Primavera adelantada      | Wiarton Willie         |                                   |
| 2005  | Primavera adelantada      | Jimmy the Groundhog    |                                   |
| 2005  | Primavera adelantada      | General Beauregard Lee |                                   |
| 2005  | Primavera adelantada      | Balzac Billy           |                                   |
| 2005  | Primavera adelantada      | Staten Island Chuck    |                                   |
| 2004  | 6 semanas más de invierno | Dunkirk Dave           |                                   |
| 2004  | 6 semanas más de invierno | Punxsutawney Phil      |                                   |
| 2004  | 6 semanas más de invierno | Wiarton Willie         |                                   |
| 2004  | 6 semanas más de invierno | Spanish Joe            |                                   |
| 2004  | 6 semanas más de invierno | Balzac Billy           |                                   |
| 2004  | 6 semanas más de invierno | General Beauregard Lee |                                   |
| 2004  | 6 semanas más de invierno | Malverne Mel           |                                   |
| 2003  | 6 semanas más de invierno | Punxsutawney Phil      |                                   |
| 2003  | Primavera adelantada      | Dunkirk Dave           |                                   |
| 2003  | Primavera adelantada      | Spanish Joe            |                                   |
| 2002  | 6 semanas más de invierno | Dunkirk Dave           |                                   |
| 2002  | 6 semanas más de invierno | Punxsutawney Phil      |                                   |
| 2002  | Primavera adelantada      | Spanish Joe            |                                   |
| 2001  | 6 semanas más de invierno | Punxsutawney Phil      |                                   |
| 2001  | Primavera adelantada      | Dunkirk Dave           |                                   |
| 2001  | Primavera adelantada      | Spanish Joe            |                                   |
| 2000  | 6 semanas más de invierno | Punxsutawney Phil      |                                   |
| 2000  | Primavera adelantada      | Spanish Joe            |                                   |
| 1999  | Primavera adelantada      | Punxsutawney Phil      |                                   |
| 1999  | Primavera adelantada      | Spanish Joe            |                                   |